# Kelaniya Raja Maha Vihara
Le Kelaniya Rāja Mahā Vihāra ou temple Kelaniya est un temple bouddhiste situé dans le quartier de Kelaniya (Sinhalese: කැලණිය Tamil: களனிப்)  de la ville de  Colombo, au Sri Lanka. Le Vénérable Professeur Kollupitiye Mahinda Sangharakkhitha Thera (en) est le patriarche (chef prêtre) du "Kelaniya Rāja Mahā Vihāra", il est aussi directeur de la faculté bouddhiste et pali de l'Université de Kelaniya.

## Histoire
Kelaniya (Kalyani) est mentionné dans Ramayana et dans la Mahāvamsa (chronique bouddhiste) du fait que le Bouddha Gautama (Ve siècle av. J.-C.) a visité l'endroit, après quoi le dagoba du temple a été construit. Kelaniya était en outre, la capitale du roi provincial Kelani Tissa (Ier siècle av. J.-C.), dont la fille, Viharamahādevī était la mère du roi Dutugemunu, considéré comme le plus illustre des 185 rois qui régnèrent au Sri Lanka du Ve au Ier siècle av. J.-C..

## Importance culturelle

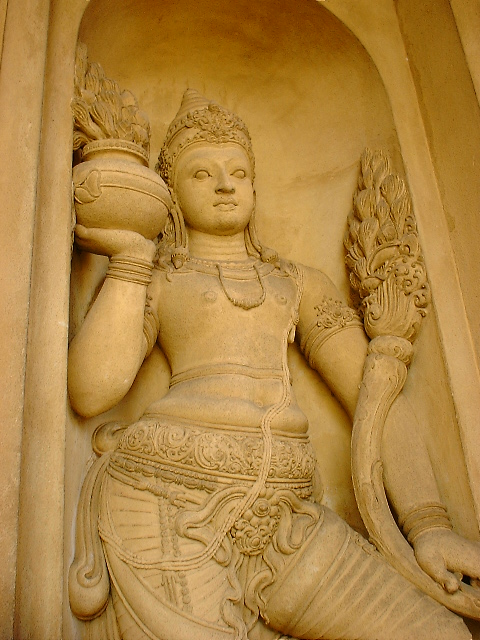
Sculpture du temple de Kelaniya.

Les Bouddhistes Sri-lankais sont persuadés que le temple a été sanctifié lors de la troisième et dernière visite du Siddhartha Gautama au Sri Lanka, huit ans après avoir atteint son illumination. Son histoire remonterait donc à 500 ans avant notre ère. Le Mahāvamsa rapporte que le Stūpa originel de Kelaniya a consacré un trône sur lequel le Bouddha s'est assis et a prêché afin d'apaiser une querelle entre deux Nâga, chefs de deux factions en guerre: chulodara (littéralement "le petit ventre") et Mahodara (littéralement "le grand-bellonné "). Ils se disputaient pour un trône incrusté de joyaux et ils se convertirent au bouddhisme et offrirent ensemble le trône au Bouddha après que ce dernier leur ait montré la futilité de leur querelle. Il est admis que le Stūpa aujourd'hui visible dans le temple a été construit avec le trône et constitue une relique.
Le temple a prospéré pendant l'ère Kotte mais une grande partie de ses terres a été confisquée sous la dominance de l'Empire portugais. Avec la reconquête hollandaise, il y eut une larges redistributions des terres, c'est ainsi que sous le patronage du roi Kirthi Sri Rajasingha, le temple fut reconstruit. Il a été rénové dans la première moitié du XXe siècle avec l'aide de Helena Wijewardana .

## Festival
Le temple est également célèbre en raison des statues en pierre de 18 pieds du Siddhartha Gautama, Bodhisattva Avalokiteśvara allongé ainsi que pour les peintures de l'artiste indigène Solias Mendis qui dépeignent des événements importants de la vie du Bouddha, de l'histoire du bouddhisme au Sri Lanka, ainsi que des contes de la Jātaka.
Des milliers de pèlerins bouddhistes viennent voir chaque année le spectacle bouddhiste de Kelaniya, communément appelé Duruthu Mahā Perahera de Kelaniya au mois de janvier.

## Galerie

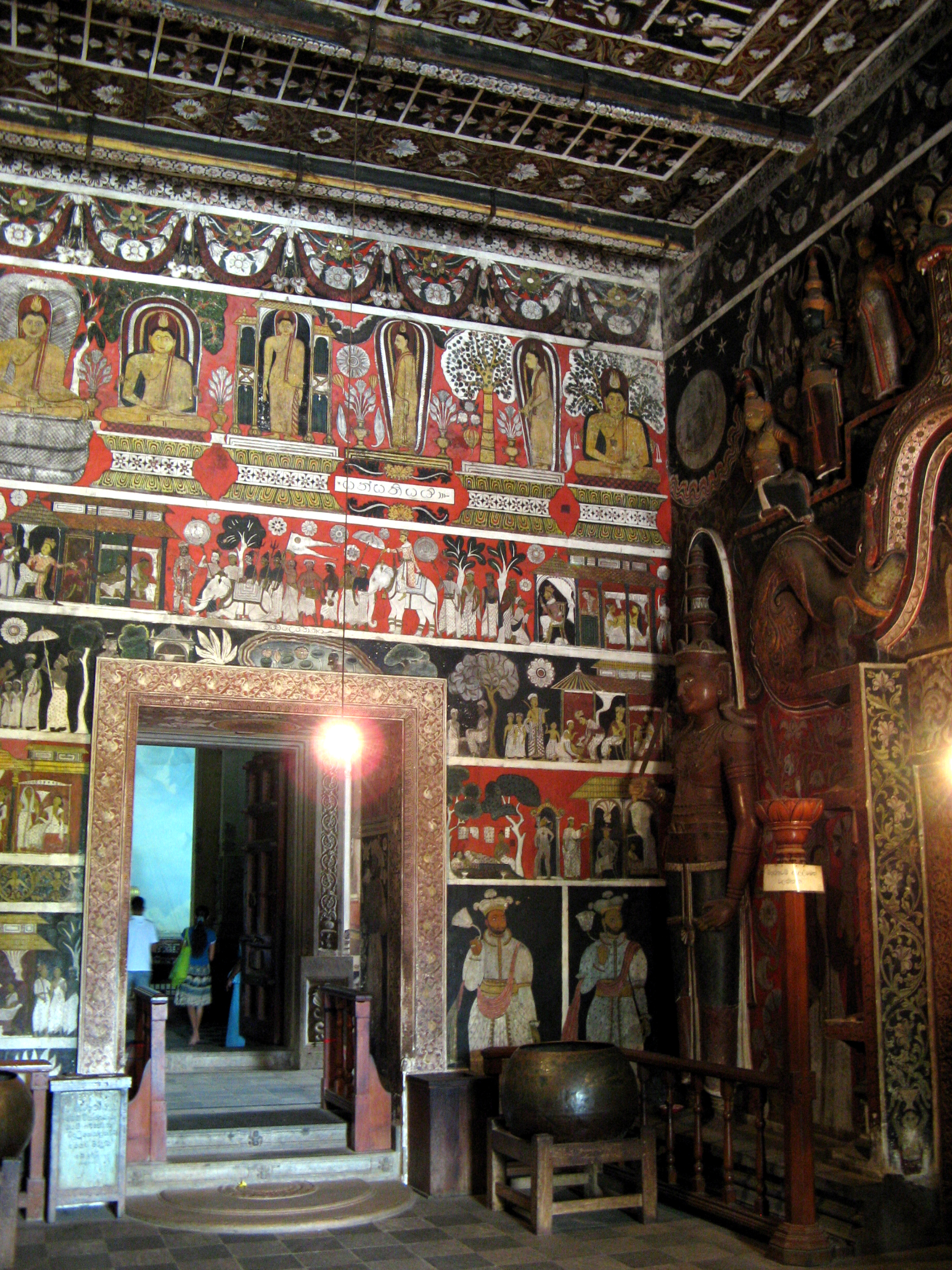
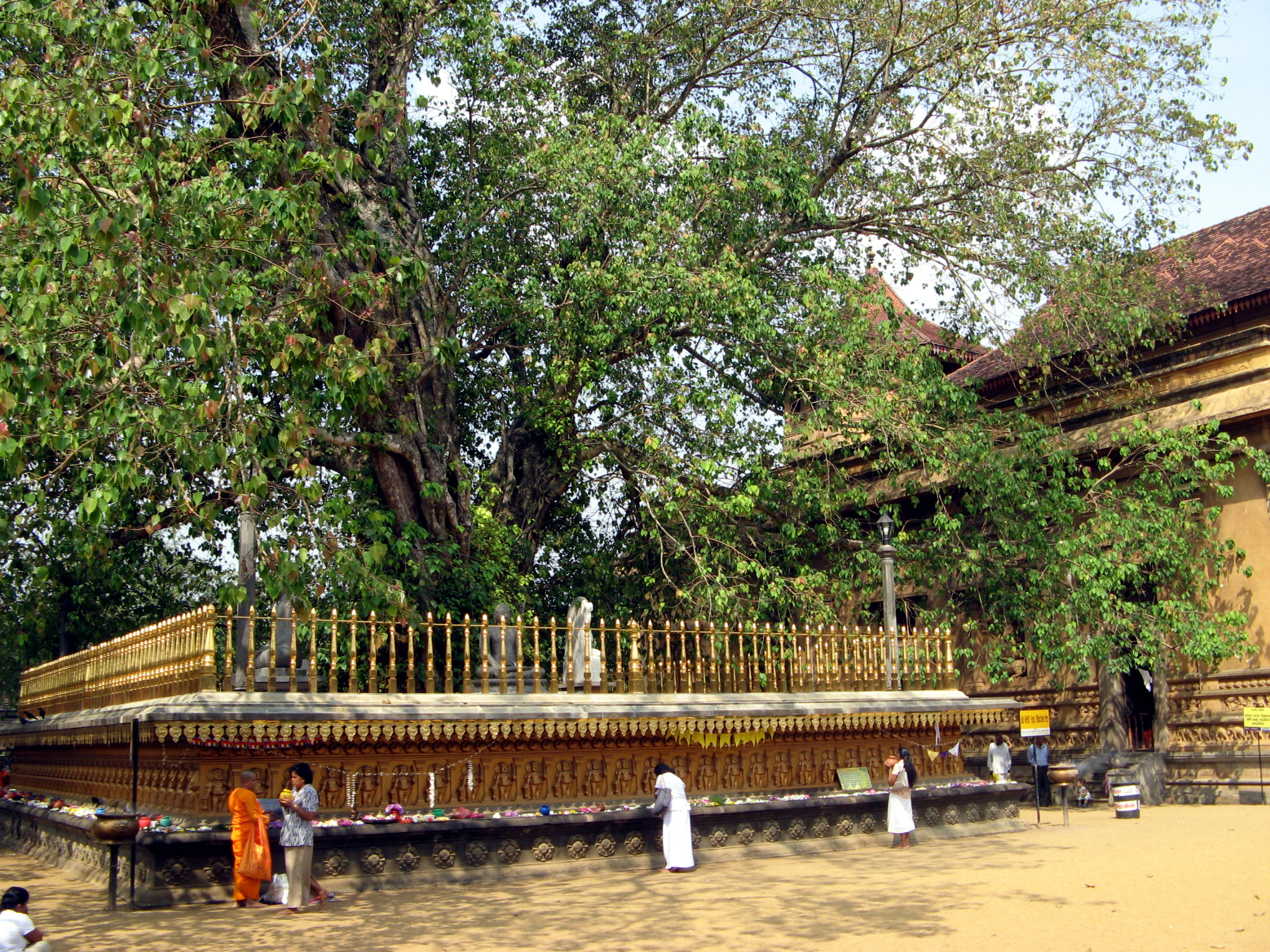
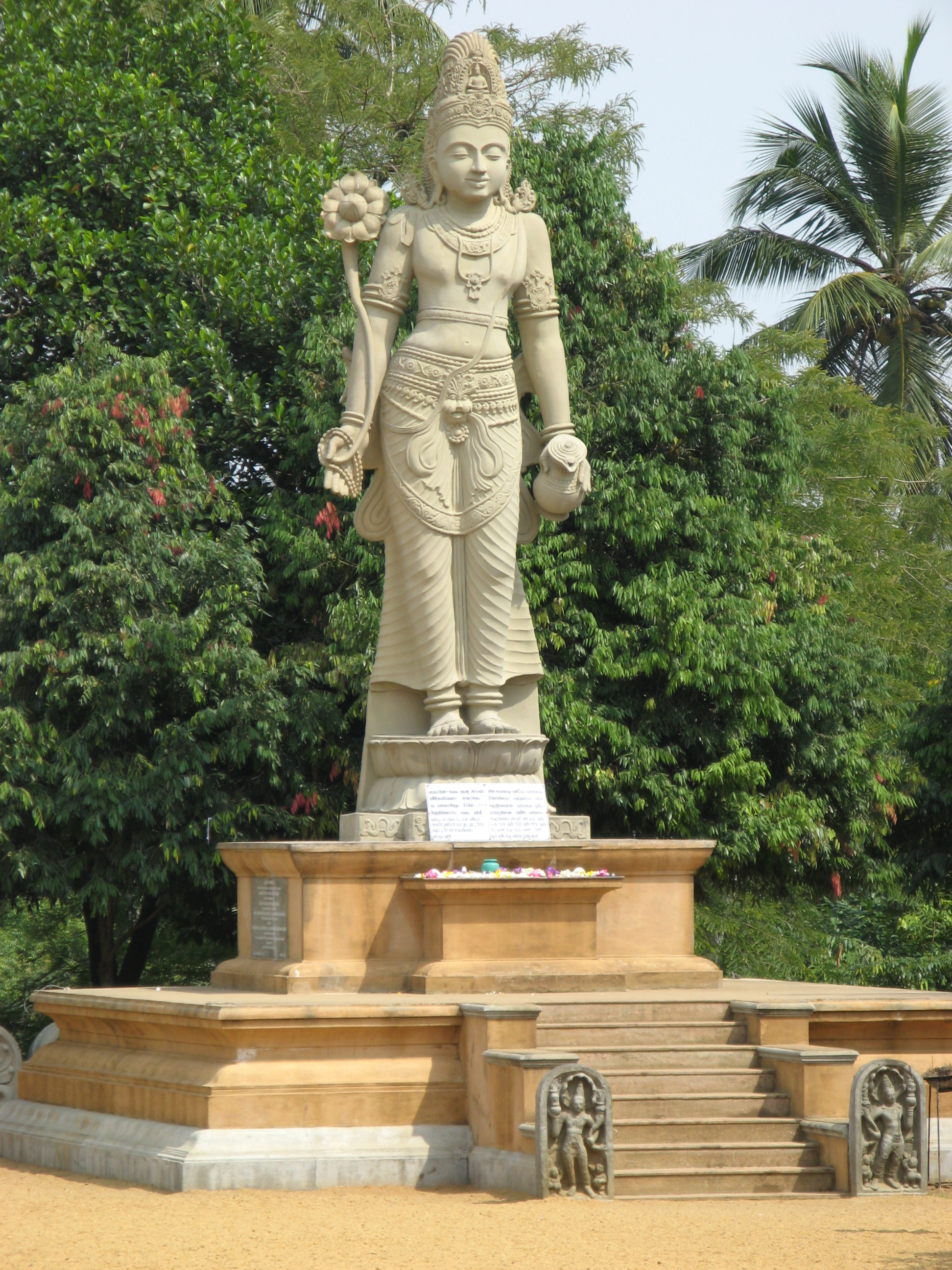
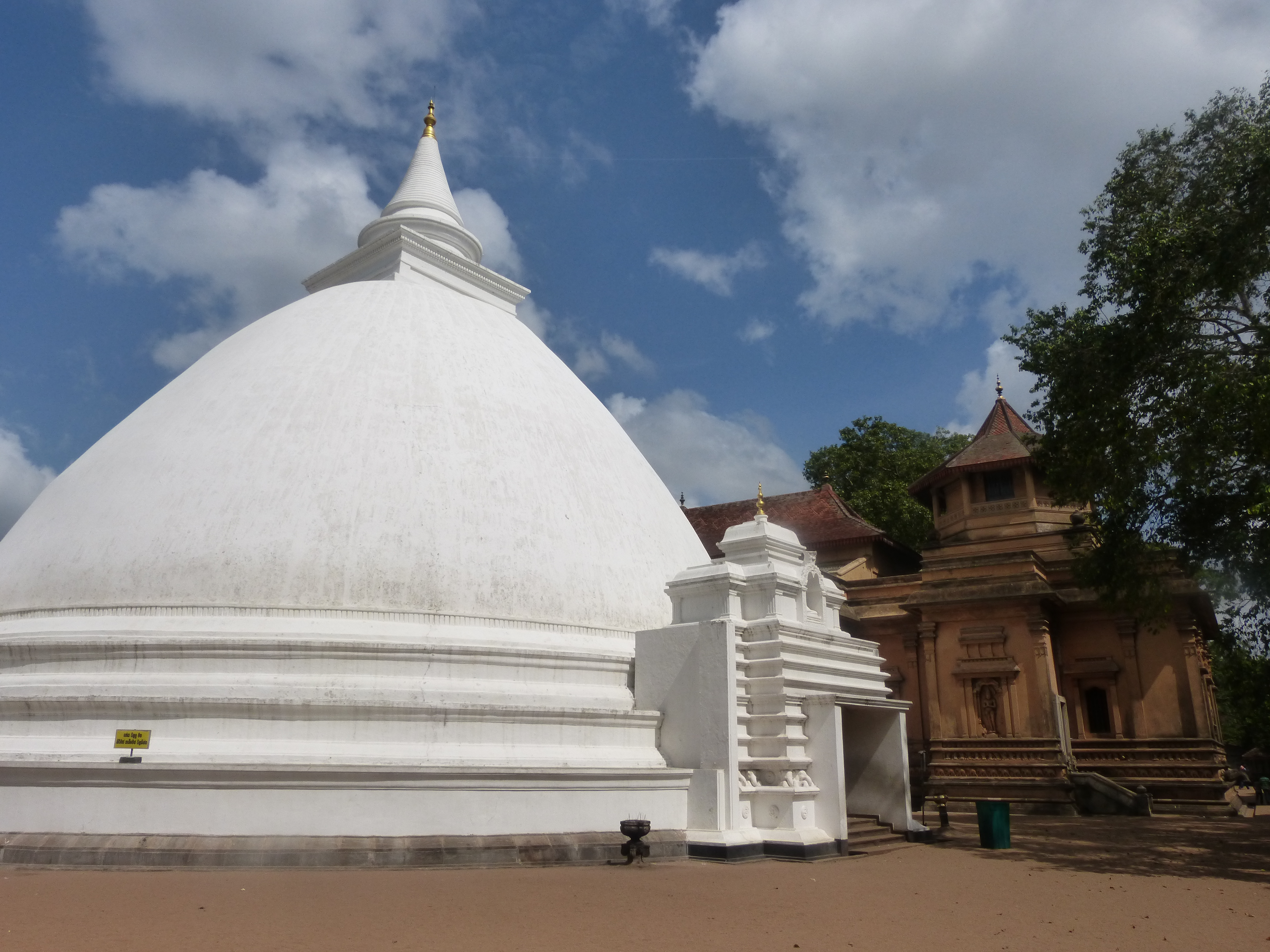